# Josep Maria Guix i Ferreres
|  | «Josep Maria Guix » redirigeix aquí. Vegeu-ne altres significats a «Josep Maria Guix (desambiguació)». |

Josep Maria Guix i Ferreres (la Coromina, Cardona, 19 de desembre de 1927 - Vic, 28 de juny de 2009) fou un sacerdot català. Va ser bisbe de Vic (Osona).

## Biografia[1]
Nascut el 19 de desembre de 1927 a la Coromina, un barri de Cardona, pertanyent a la Diòcesi de Solsona. Inicià els estudis eclesiàstics al seminari de Solsona, els continuà al Seminari Conciliar de Barcelona i a la Universidad Pontificia de Comillas, on va obtenir el doctorat en Teologia. Va fer posteriorment estudis de Psicologia a la Universitat de Barcelona, i es va doctorar anys després en Ciències Socials a l'Instituto León XIII a Madrid.

## Trajectòria[2]
Rebé l'ordenació sacerdotal durant el Congrés Eucarístic de Barcelona del 1952. La primera destinació va ser de vicari a la ciutat de Sabadell, a la parròquia de la Santíssima Trinitat, i el 1954 a Santa Maria de Castelldefels.
El 1958 consilari de l'Associació Catòlica de Dirigents de Sabadell i el 1960 delegat episcopal a l'escola de Formació Social de la mateixa població.
Passar després a Madrid on del 1953 al 1957 estudià a l’Instituto Social León XIII de Madrid, del qual fou el primer doctor (1965), sots-director (1962-1967), catedràtic i primer degà (1965-1967) des que aquest centre fou reconegut per la Santa Seu com a facultat de la Universitat Pontifícia de Salamanca.
El maig de 1967 és reclamat per l'Arquebisbat de Barcelona on el nomenen “vicari general” i a principis de 1968 canonge ardiaca de la Catedral de Barcelona. Expert en doctrina social havia escrit sobre les encícliques “Mater i Magistra”, “Pacem in Terris”,” Eclessiam Suam”, “Gaudium et Spes” i un Curs sobre Doctrina Social.
El 26 de novembre de 1968 va ser nomenat bisbe auxiliar de Barcelona, juntament amb els bisbes Josep Capmany i Casamitjana, Ramon Daumal i Serra, i Ramon Torrella Cascante en un context de forta contestació (campanya Volem bisbes catalans!) envers l'arquebisbe Marcelo González Martín.
Expert en doctrina social de l’Església, fou especialment actiu en el camp social, en el qual treballà a través de Càritas Espanyola, Càritas Interdiocesana i en la fundació “Sense Cadenes” per a la rehabilitació de drogoaddictes. Fou membre i president de la Comissió Episcopal de Pastoral Social de la Conferència Episcopal Espanyola i consiliari de les Setmanes Socials de l’Estat.
El 1983 fou nomenat bisbe de Vic. Dins la Conferència Episcopal Tarraconense fou membre de les comissions de litúrgia, pastoral social i cultura, participà activament en totes les sessions del Concili Provincial Tarraconense. Mantingué un intens contacte amb els seus fidels a través de les seves tres visites pastorals a totes les parròquies del Bisbat de Vic i la participació en nombroses commemoracions locals. En el camp cultural tingué una participació destacada en la construcció del nou Museu Episcopal de Vic, per a la qual arribà a convenis amb la Generalitat i amb l’Ajuntament de Vic. També informatitzà l’Arxiu i la Biblioteca Episcopals a través d’acords amb Diputació de Barcelona.
Fou membre vitalici de la Fundació Pau VI, amb seu a Madrid, de la Comissió Permanent de la qual formà part des dels inicis (1968) i que presidí de 1996 a 2004. L'any 2008 el seu patronat li atorgà la Medalla d’Or.
Acceptada pel Sant Pare la seva renúncia com a bisbe de Vic, el juny del 2003, fou nomenat Administrador Apostòlic de la diòcesi, càrrec que exercí fins al setembre del mateix any i en el qual fou succeït per Romà Casanova i Casanova.
Va morir el 28 de juny de 2009.

## Obres
- Recepció episcopal de la Rerum novarum a la Tarraconense (1991).
- Santa Maria de les feines senzilles (1998). Col·laborà en les obres.
- Curso de doctrina social catòlica (1967).
- Manual de doctrina social de la Iglesia (1993).